# Lakam
Lakam (hebr. הלשכה לקשרי מדע, Liszka LeKiszrei Mada, Biuro Łącznikowe do Spraw Naukowych) – głęboko utajniona izraelska agencja wywiadowcza, utworzona w celu ochrony izraelskiego programu budowy broni nuklearnej. Początkowo funkcjonowała pod nazwą Biuro Zadań Specjalnych. Została rozwiązana w 1986 roku.

## Izraelski program atomowy
Starania o zakup we Francji powielającego reaktora jądrowego Izrael wszczął w 1956, podczas spotkania przedstawicieli Izraela Wielkiej Brytanii i Francji, poświęconego planom interwencji francusko-brytyjskiej w Egipcie. W początkowej fazie nad realizacją ściśle tajnego izraelskiego programu nuklearnego czuwały wspólnie Mosad (tj. Instytut Wywiadu i Zadań Specjalnych) i jego odpowiednik w wojsku, czyli izraelski wywiad wojskowy Aman. Zdaniem premiera Dawida Ben Guriona oraz jego głównego doradcy do spraw obrony Szimona Peresa, istniała jednak potrzeba powołania nowej agencji, która byłaby w stanie zagwarantować absolutne bezpieczeństwo informacji nuklearnych.

## Utworzenie Lakam
Lakam został utworzony w 1957. Była to wydzielona ze struktur Ministerstwa Obrony agencja, na której czele stanął weteran Szin Bet (Binjamin Blumberg). Nosiła nazwę Biura Zadań Specjalnych, później nazwano ją Naukowym Biurem Łącznikowym (Liszka LeKiszrei Mada – Lakam).
Fakt jej istnienia otoczony był głęboką tajemnicą. Początkowo o istnieniu Lakam nie wiedział nawet najwyższy zwierzchnik izraelskich służb wywiadowczych Isser Harel. Informatorami agencji byli attachés naukowi ambasad Izraela w Stanach Zjednoczonych i Europie oraz naukowcy izraelscy, na których wywierano pewną presję, by z informacji zdobytych za granicą uczynili patriotyczny użytek. Lakam sprawowało pieczę nad budową reaktora jądrowego (fabryki włókienniczej – jak głosiły oświadczenia oficjalne) na pustyni Negew.

## Podejrzenia
Inwestycja ta wzbudziła podejrzenia Francji, orientującej się z grubsza w zamiarach rządu Izraela. Agenci wywiadu francuskiego (SDECE) podejmowali próby spenetrowania tego rejonu. Niepokój wykazały także amerykańskie służby wywiadowcze, zwłaszcza Centralna Agencja Wywiadowcza oraz Defense Intelligence Agency, analizujące dane rozpoznania fotograficznego wspomnianego obszaru. Oba te kraje (USA i Francja) odnosiły się sceptycznie do oficjalnego oświadczenia rządu Izraela, stwierdzającego, że kraj ten nie prowadzi żadnych prac nad budową broni jądrowej. Francja radykalnie ograniczyła pomoc dla programu izraelskich badań nuklearnych. W tej sytuacji Lakam znalazł nowe źródło zaopatrzenia w surowce, firmę Nuclear Materials and Equipment Corporation (NUMEC) z Apollo w Pensylwanii (USA).

## Uran i nowy szef
W 1965 amerykańska Komisja Energii Atomowej wykryła, że zaopatrujący w paliwo jądrowe reaktory amerykańskie NUMEC „zgubił” 91 kilogramów wzbogaconego uranu, a wywiad amerykański ujawnił wkrótce powiązania firmy z izraelskim attaché naukowym w Waszyngtonie, agentem Lakam. Afera NUMEC ostatecznie przekonała Stany Zjednoczone, że Izrael pracuje nad konstrukcją broni nuklearnej.
W 1981 miejsce Binjamina Blumberga zajął doradca premiera Menachema Begina do spraw walki z terroryzmem, owiany legendą oficer Mosadu Rafi Etan, jedna z najgłośniejszych postaci w dziejach Izraela. Jako szef Lakam podlegał wpływowemu ministrowi obrony, Arielowi Szaronowi. Nieufnie i z lekceważeniem odnoszący się do Mosadu Szaron przekształcił Lakam w swoją prywatną służbę wywiadowczą o zasięgu światowym. Celem operacji agencji były również (wbrew zawartej przez obydwa państwa oficjalnej umowy) Stany Zjednoczone. Kolejną porcję uranu zapewniła przeprowadzona wspólnie z Mosadem skomplikowana operacja o kryptonimie Plumbat (zob. Operacja Plumbat). Pod koniec 1968 wyszedł pod niemiecką banderą w rejs z Antwerpii do Genui frachtowiec Scheersberg z ładunkiem 200 ton tlenku uranu zakupionego dla jednej z firm niemieckich. Scheersberg nigdy nie dotarł do portu przeznaczenia. Po pewnym czasie odnalazł się w porcie tureckim, z pustymi ładowniami. Uran przeładowano na morzu na izraelski statek.

## Sprawa J. Pollarda i likwidacja Lakam
W listopadzie 1985 nazwisko Eitana padło w podsłuchiwanych przez Federalne Biuro Śledcze rozmowach telefonicznych Jonathana Pollarda, cywilnego analityka United States Navy Intelligence, który zaoferował usługi szpiegowskie dyplomacie izraelskiemu w Nowym Jorku. Mosad zignorował tę propozycję, zainteresował się nią jednak Lakam. Funkcję prowadzących Pollarda Eitan powierzył izraelskim attachés naukowym w Waszyngtonie i Nowym Jorku. Spotykał się z nim również osobiście, informując go szczegółowo, na jakich materiałach Izraelowi zależy szczególnie. W grę wchodziły tysiące różnego rodzaju dokumentów, które Pollard wynosił i kopiował, a następnie zwracał do archiwum.
Po aresztowaniu Pollarda rząd Izraela oświadczył oficjalnie, że cała operacja odbywała się bez jego wiedzy. Wywiad amerykański podejrzewał z początku Mosad, który z kolei uznał sprawę Pollarda za przejaw dyletanctwa, naruszającego dobre imię i zasłużoną opinię o profesjonalizmie agencji. Również ówczesny premier Izraela, twórca Lakam, Szimon Peres, zaprzeczał, jakoby wiedział o tym, że źródłem docierających do niego informacji jest pracujący dla Lakam Amerykanin. Ze swej strony w wywiadzie dla izraelskiej gazety Hadaszot Eitan stwierdził, że wszystkie poczynania Lakam, łącznie z prowadzeniem Pollarda, odbywały się za wiedzą zwierzchników. Po aferze, jaka wywiązała się z tej sprawy, w 1986 Lakam rozwiązano.